# Nemo potest personam diu ferre
La frase latina Nemo potest personam diu ferre significa letteralmente "Nessuno può portare una maschera per sempre". La frase è del filosofo stoico Lucio Anneo Seneca (4 a.C.-65 d.C.).
La parola persona è un falso amico: non significa "persona" ma "maschera". Ferre significa in questo caso sopportare. Diu è un avverbio costruito dalla radice del sostantivo dies, della quinta declinazione. Nemo è un pronome, l'aggettivo corrispondente è nullus.
Il senso di fondo della frase è abbastanza chiaro a una prima lettura: anche se può essere effettivamente scomodo, dobbiamo essere sempre noi stessi per correttezza nei confronti degli altri, ma anche di noi stessi: nessuno riesce per sempre a fingere di essere un tipo diverso da quello che è.
Questa idea era molto diffusa a Roma già ben prima di Seneca: tutte le commedie di Terenzio ad esempio contengono questo motivo.